# Ninox jacquinoti
Ninox jacquinoti е вид птица от семейство Совови (Strigidae).

## Разпространение
Видът е разпространен в Папуа Нова Гвинея и Соломоновите острови.